# Таделакт

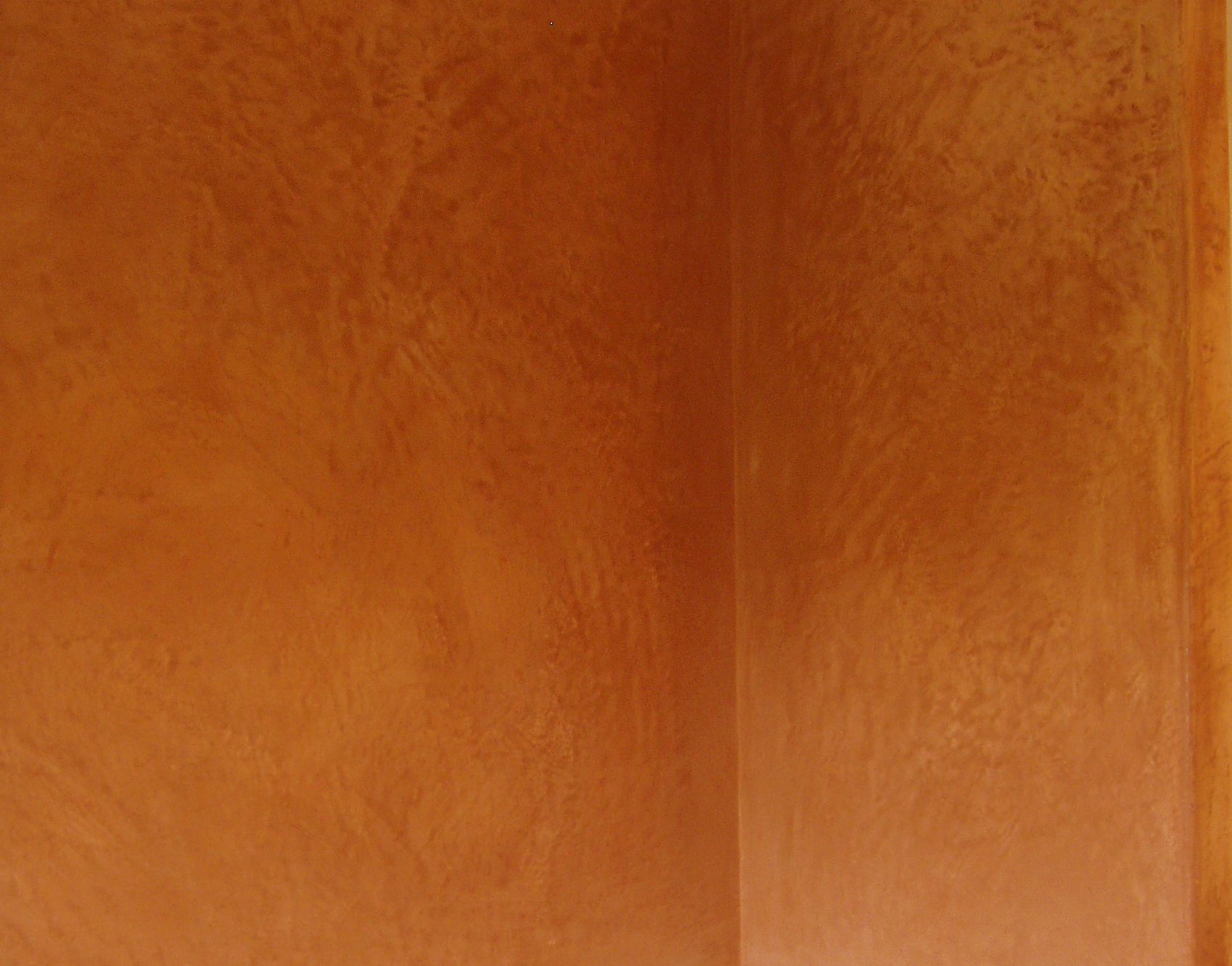
Стіна вкрита таделактом

Таделакт (марокканська арабська: تدلاكت, tadla: kt) — водонепроникна штукатурна поверхня, що використовується в марокканській архітектурі, для виготовлення ванн, раковин, водні судини, внутрішніх та зовнішніх стін, стель, дахів та підлоги. Її виготовляють з лаймової штукатурки, яку протирають, полірують, і обробляють милом, щоб зробити її водонепроникною і водовідштовхувальною. Таделакт трудомісткий в установці, але міцний. Так як він застосовується у вигляді пасти, таделакт має м'яку, хвилясту структуру, вона може утворювати вигини. В таделакт може бути доданий пігмент; традиційно це глибокий червоний колір. Таделакт може мати блискуче або матове покриття.

## Технологія
Традиційне використання включає полірування річковим каменем та взаємодію з олеїновою кислотою, у вигляді оливкового олійного мила, щоб забезпечити остаточний зовнішній вигляд і водостійкість таделакту.
У Марокко традиційна техніка застосування передбачає наступне:
- Штукатурний порошок змішується з водою протягом 12-15 годин до додавання пігменту.
- Штукатурка наноситься одним товстим шаром дерев'яним шпателем і згладжується ним.
- Гладкий, твердий камінь використовується для стиснення штукатурки, потім використовується пластиковий шпатель для кінцевої поліровки.
- Механічна поліровка відбувається з використанням каміння або абразивних матеріалів, що забезпечує штукатурці гладкий, іноді блискучий, вигляд.
- Нарешті, для ущільнення штукатурки використовується оливково-масляний розчин мила.

Довгострокова підтримка таделакту вимагає регулярного повторного ущільнення поверхні з мильним розчином; у випадку кададних дахів, це традиційно робилося кожні кілька років.